# Thomas Willeboirts Bosschaert
Thomas Willeboirts Bosschaert (Bergen op Zoom, 1613 – Antwerpen, 23 januari 1654) was een Brabants kunstschilder die wordt beschouwd als een van de Vlaamse barokschilders.

## Levensloop
Willeboirts Bosschaert werd geboren in Bergen op Zoom, waar zijn katholieke familie op het einde van de 16e eeuw naartoe was verhuisd. Hij verhuisde in 1628 naar Antwerpen en werkte acht jaar in het atelier van Gerard Seghers. In 1636 of 1637 schreef de stad hem in als burger van Antwerpen en verkreeg hij het lidmaatschap van het Sint-Lucasgilde.

## Zijn oeuvre
Zijn stijl werd sterk beïnvloed door Anthony van Dyck, zowel wat zijn portretten als zijn historieschilderijen betreft. Willeboirts Bosschaert had een eigen atelier met ten minste negen bekende leerlingen. Hij werkte samen met andere kunstenaars zoals Daniël Seghers, Paul de Vos, Jan Fijt, Jan van den Hoecke, Frans Snyders en Adriaen van Utrecht, en met Peter Paul Rubens op de Torre de la Parada series (1636–1638).
Van 1641 tot 1647 werkte hij voor stadhouder Frederik Hendrik. Hendriks weduwe, Amalia van Solms bestelde een werk van Willeboirts om de Oranjezaal van het Paleis Huis ten Bosch te decoreren, samen met doeken van andere Vlaamse en Nederlandse kunstenaars. In 1653 organiseerde men een wedstrijd tussen hem en Cornelis Schut om een altaarstuk te schilderen met geld dat door van Dyck vóór zijn dood was toegewezen. Schuts schilderij De marteldood van Sint-Joris (nu in het Koninklijk Museum voor Schone Kunsten Antwerpen) won.
Willeboirts maakte een grisaille voor twee van Daniël Seghers' schilderijen met een guirlande (zie afbeelding hieronder). Voor een ervan ontving Seghers een massieve gouden maalstok en Willeboirts kreeg honderd gulden.

## Galerij

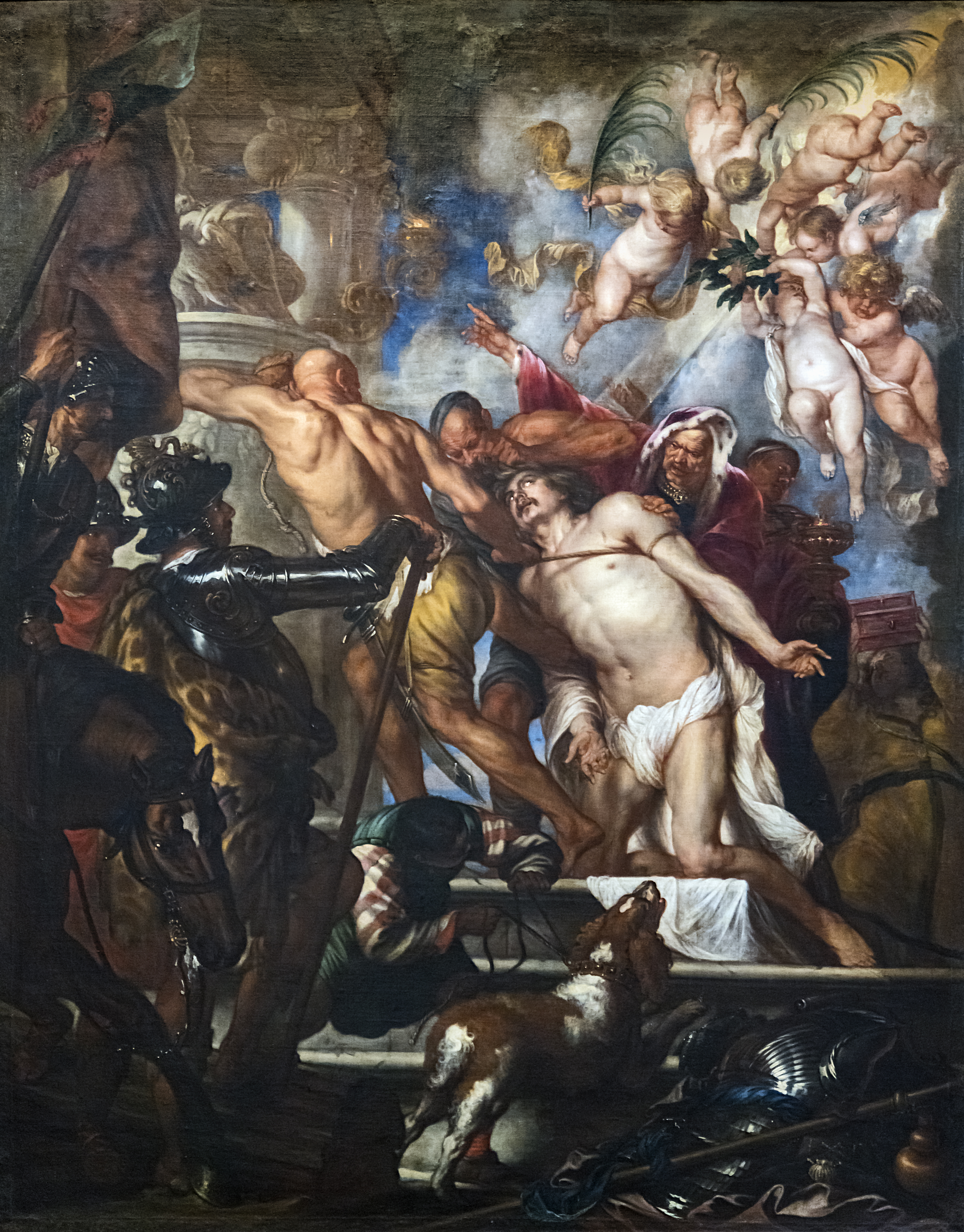
Het martelaarschap van Jacobus, ca. 1637
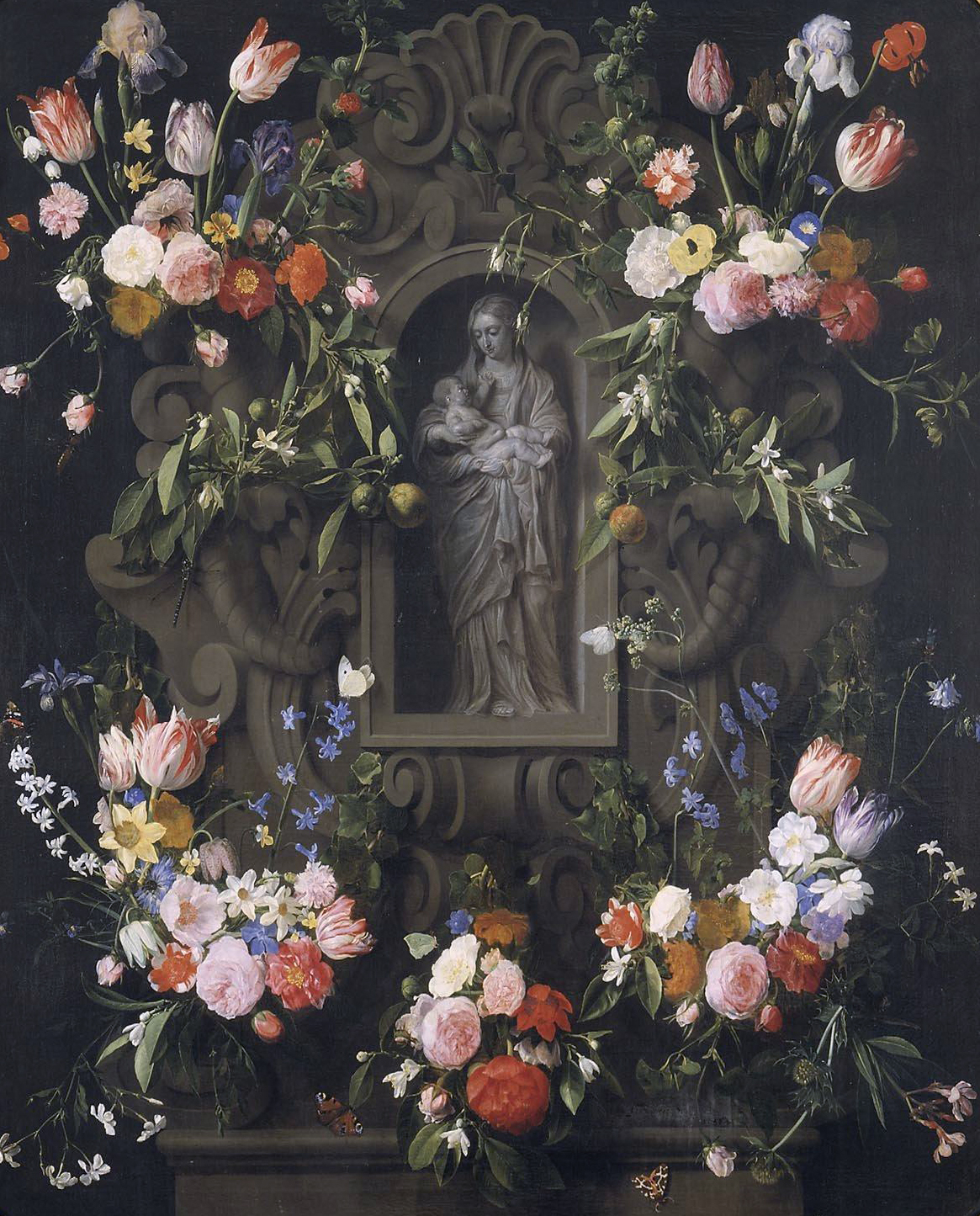
Daniel Seghers, Guirlande met Maagd, 1645
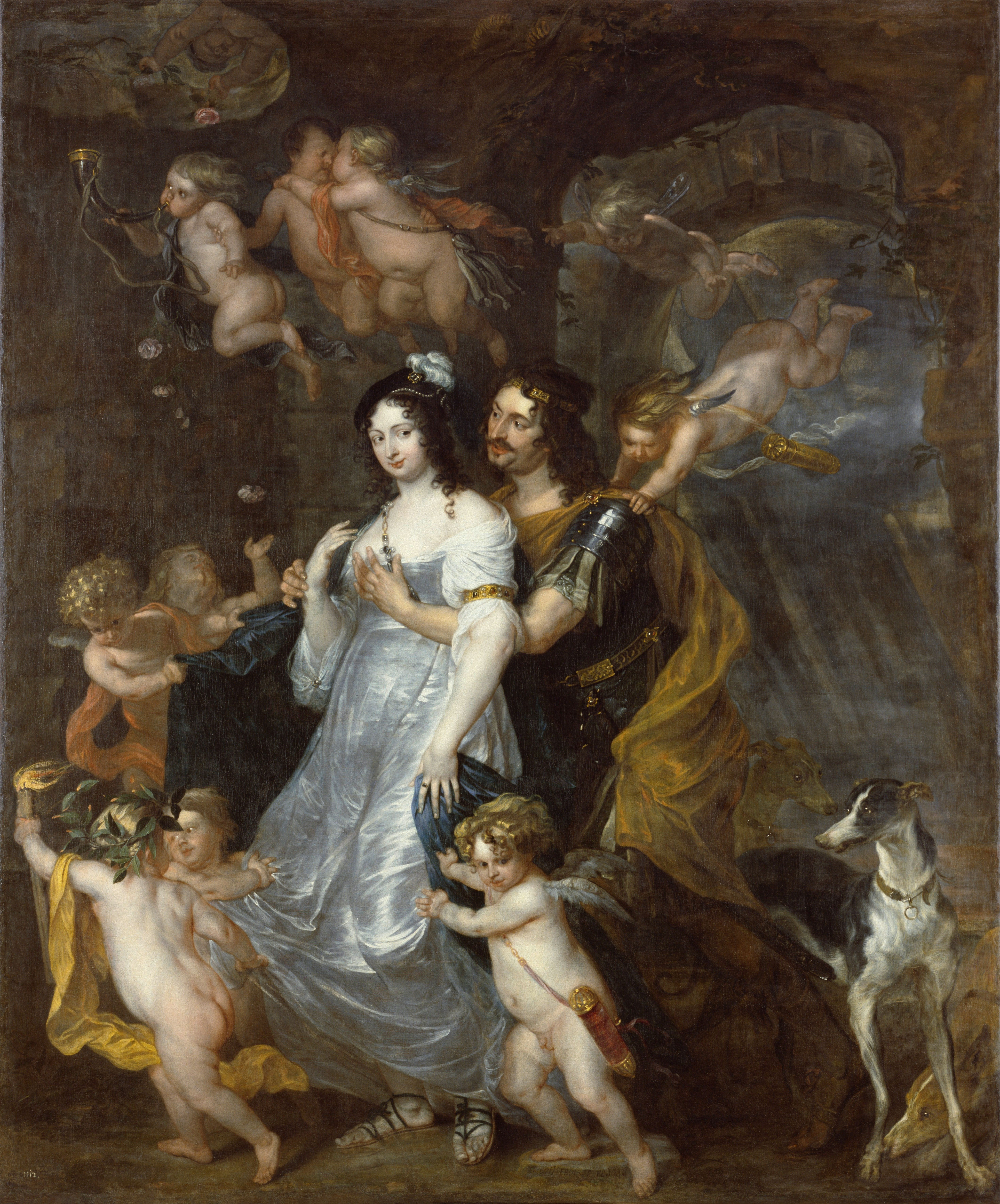
Dido en Aeneas in de grot, 1646
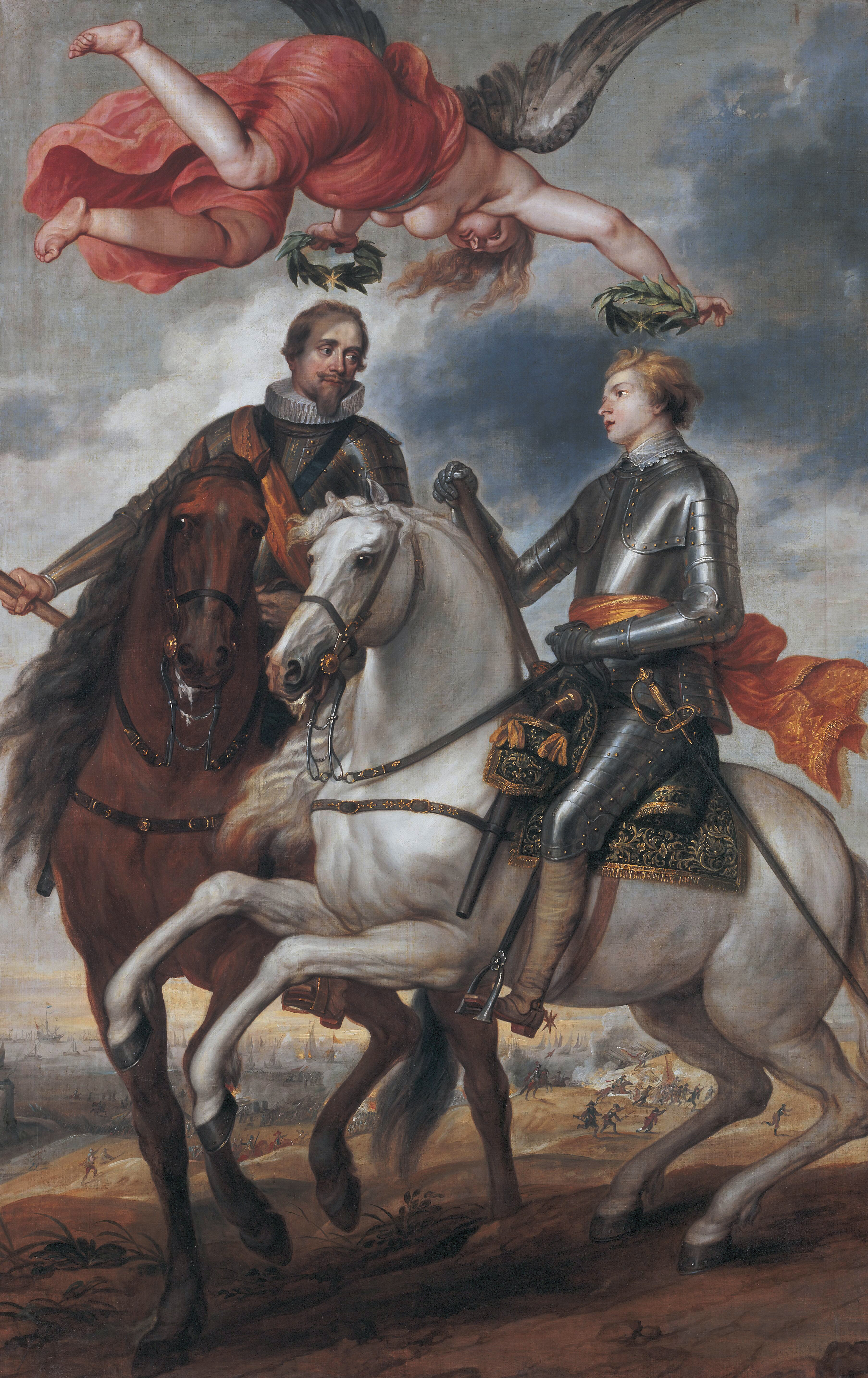
Frederik Hendrik en Maurits als generaals bij Nieuwpoort, 1650

## Werk in openbare collecties (selectie)
- Het Noordbrabants Museum, 's-Hertogenbosch
- Louvre, Parijs
- Bildergalerie Sanssouci, Potsdam
- Musée des Augustins, Toulouse
- Musée des Beaux-Arts de Rouen
- Palais des Beaux-Arts, Rijsel
- Musée de Grenoble
- Musée d'Art Roger-Quilliot, Clermont-Ferrand